# Progrés (Badalona)
El Progrés és un barri costaner de Badalona (Barcelonès) que forma part del Districte I juntament amb els barris de Canyadó, Casagemes, Centre, Coll i Pujol, Dalt de la Vila i Manresà. Limita amb els barris de Gorg i la Mora al sud, el Raval i Can Claris al nord i amb Centre al nord-est. La part oest està banyada pel mar Mediterrani. Disposa de línies d'autobusos urbans i disposa d'una estació de la línia 2 del metro de Barcelona anomenada Pep Ventura.
Amb les dades del padró de 2012, aquest barri té 11.059 habitants, dels quals 5.322 (el 48,1 %) són homes i 5.737 (el 51,9 %) són dones. La població del barri representa el 5 % dels habitants de tota la ciutat.

## Llocs d'interès
En aquest barri costaner hi trobem dues platges: la platja del Coco, ubicada entre el carrer de Cervantes i la plaça dels Patins de Vela, i la platja del Pont del Petroli, entre aquesta plaça i l'avinguda de Sant Ignasi de Loiola. Aquesta darrera platja rep el seu nom del Pont del Petroli, un pantalà que s'endinsa en el mar, construït el 1965 i accessible per al públic des de l'estiu del 2009, que enllaça amb la resta del passeig Marítim que recorre pràcticament tot el litoral badaloní des del 2012.
Al peu del pont del petroli hi ha la fàbrica de l'Anís del Mono, una fàbrica construïda pels germans Bosch i Grau l'any 1868. També hi ha una estàtua recent que representa el mico d'aquesta fàbrica, inaugurada l'estiu del 2012. La fàbrica encara és activa, i es pot visitar amb una reserva prèvia al Museu de Badalona.
L'antiga fàbrica CACI (Compañía Auxiliar del Comercio y la Industria), al carrer d'Eduard Maristany, 183, obra del mestre d'obres Jaume Botey, des del 2009 està recuperada amb la intenció d'instal·lar-hi el Museu del Còmic i la Il·lustració de Catalunya, un lloc de referència internacional en el món del còmic i la il·lustració. Davant la manca de finançament, l'Ajuntament el 2013 va plantejar instal·lar-hi un hotel-balneari. Just al davant de la fàbrica trobem un pont de color vermell que travessa la via del tren. Va ser construït l'any 1912 i és obra de l'arquitecte Juli Batllevell. El pont és de ferro forjat i recorda el que Gustave Eiffel va dissenyar l'any 1876 per a la ciutat de Girona.
La Casa Agustí, a la confluència del carrer Roger de Flor amb la plaça Pep Ventura, és un edifici modernista que data del 1880, fet per l'arquitecte Domènech i Montaner. També se'l va conèixer com el castell del Doctor Agustí, per les formes escalades de la vora superior i l'ofici de metge d'un estadant de la família Agustí. Molt a prop, a la plaça Torner, trobem el Mercat Torner, construït per Josep Fradera i Botey entre els anys 1924 i 1926.
La Llauna, al carrer de la Indústria, és una antiga fàbrica d'envasos metàl·lics, construïda entre 1906 i 1909. És una de les obres més interessants de Joan Amigó. La fàbrica va ser rehabilitada el 1986 per convertir-la en un institut d'educació secundària, segons projecte d'Enric Miralles i Carme Pinós. Aquesta restauració va rebre un premi FAD el 1987.
L'any 1946 es va convocar el primer concurs de carrers guarnits, tradició que a finals dels anys cinquanta va entrar en decadència fins que va desaparèixer del tot.

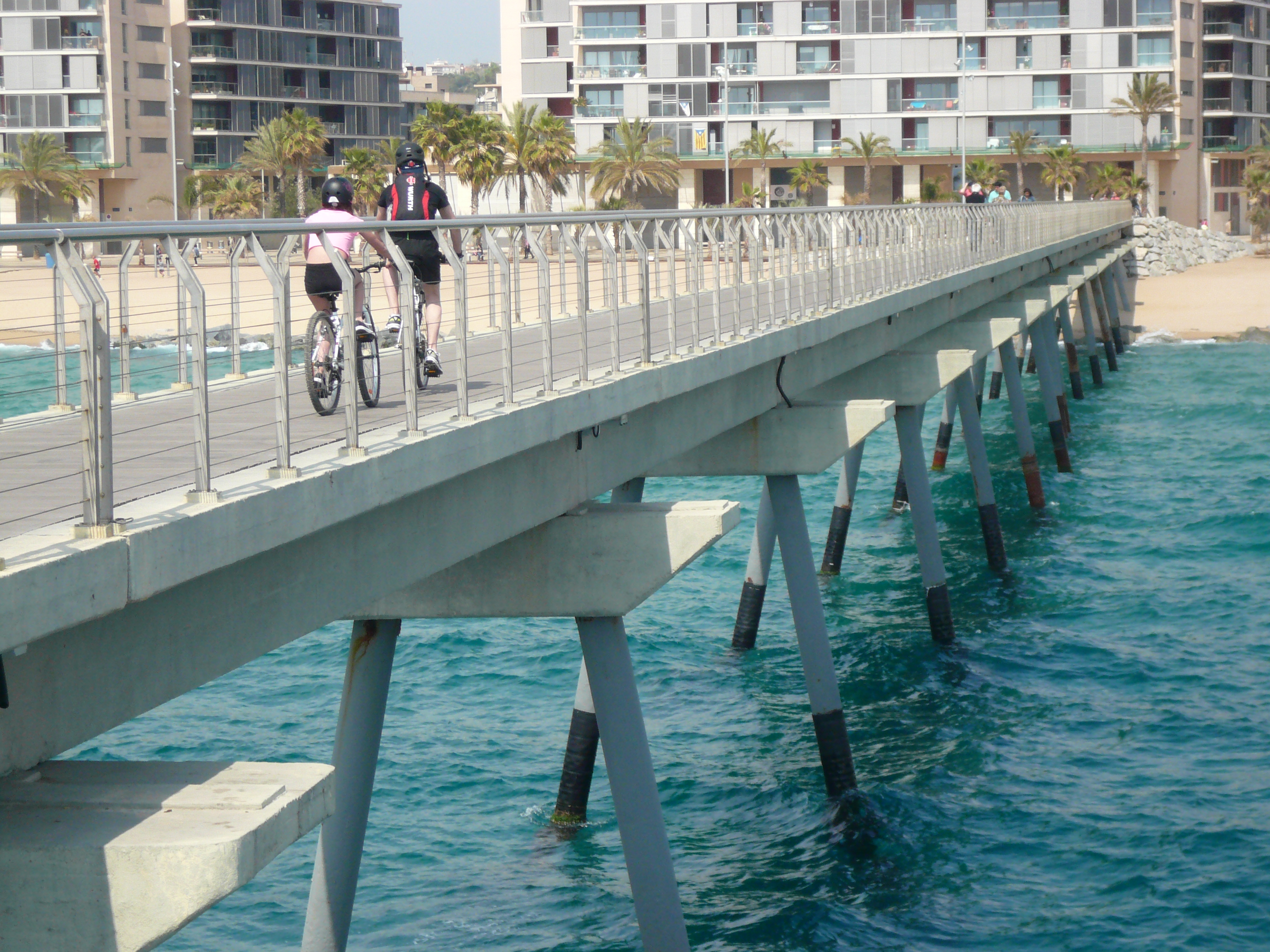
El Pont del Petroli
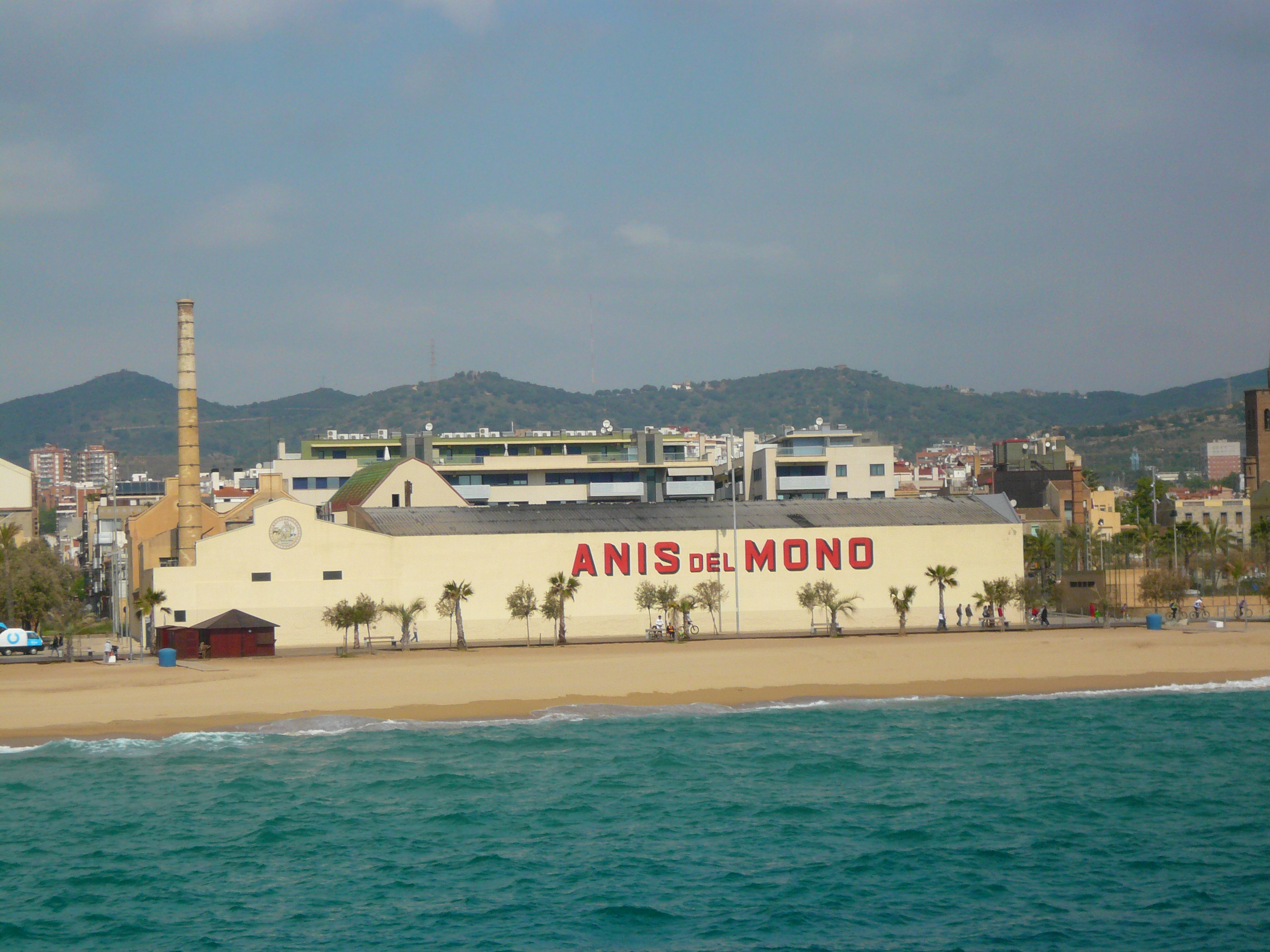
Fàbrica de l'Anís del Mono
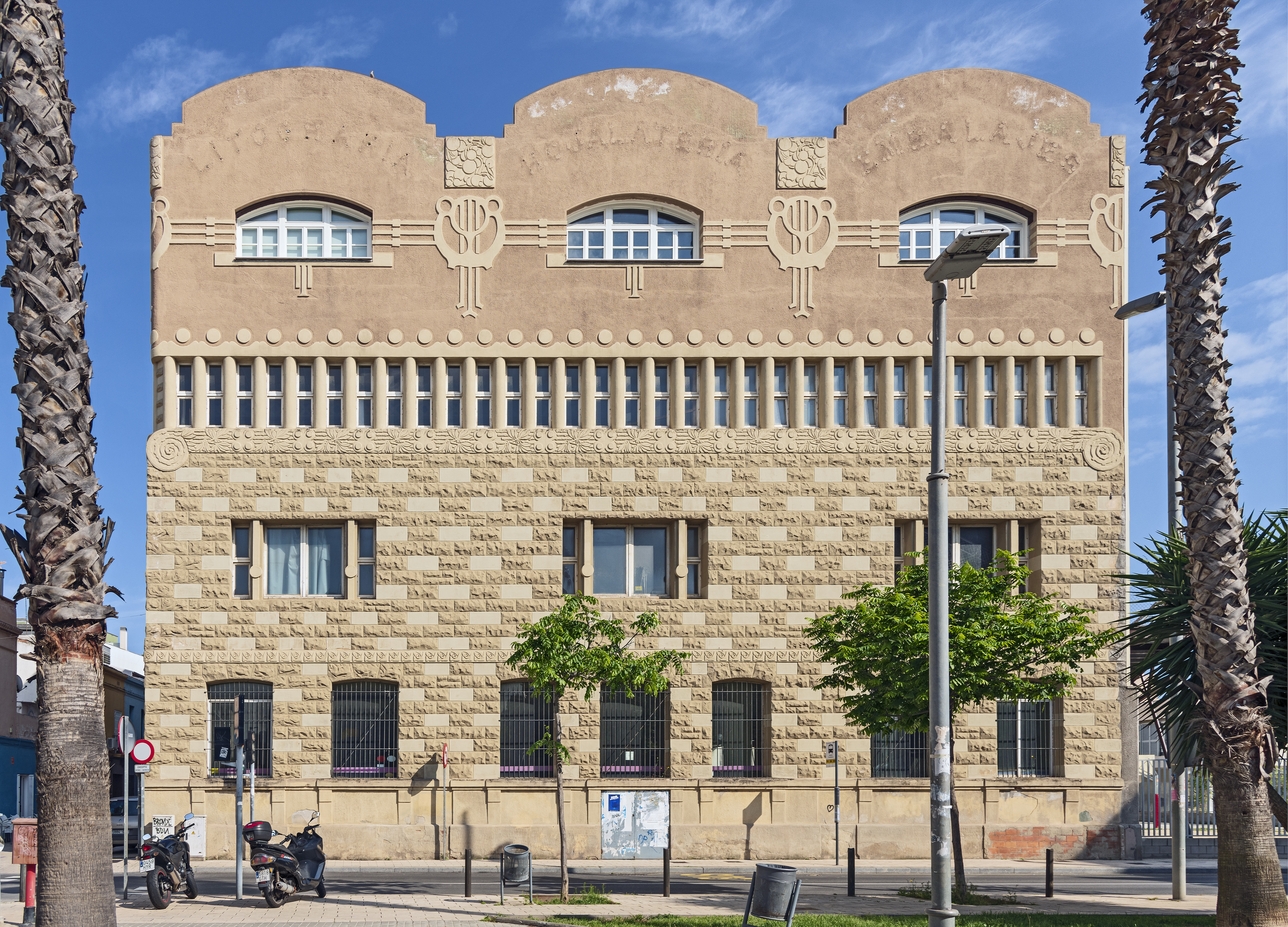
Institut La Llauna
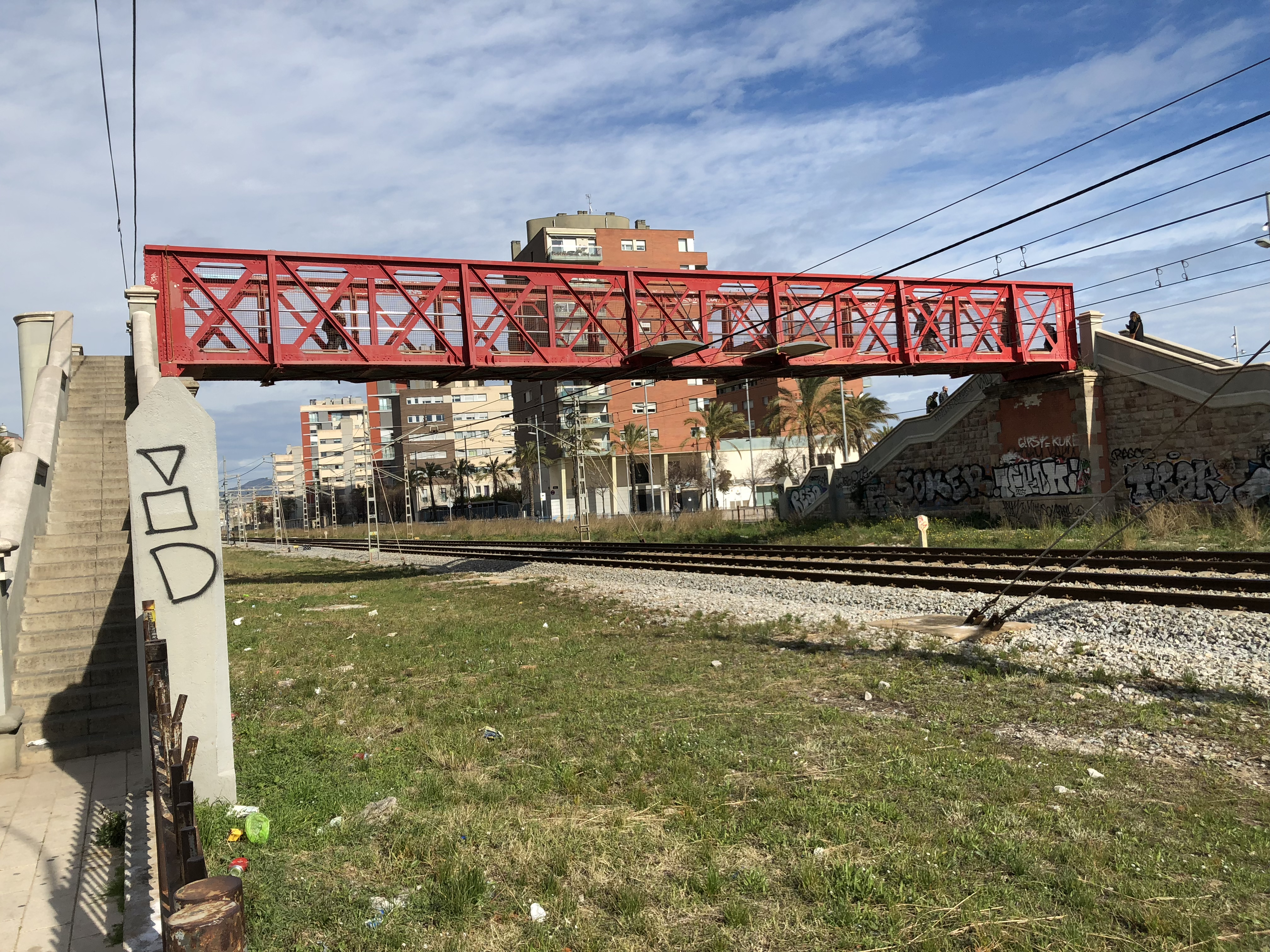
Pont Vermell
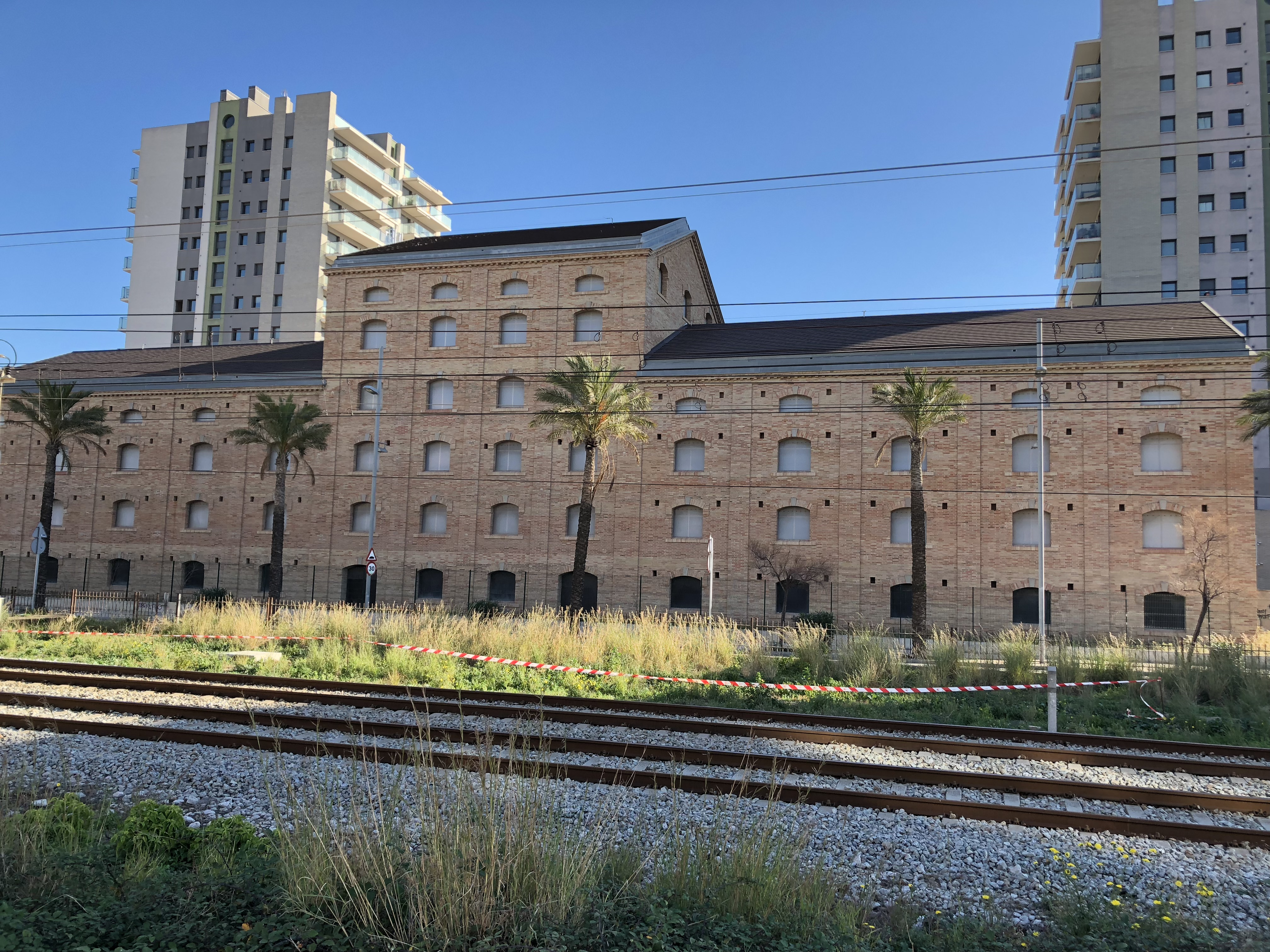
Fàbrica CACI
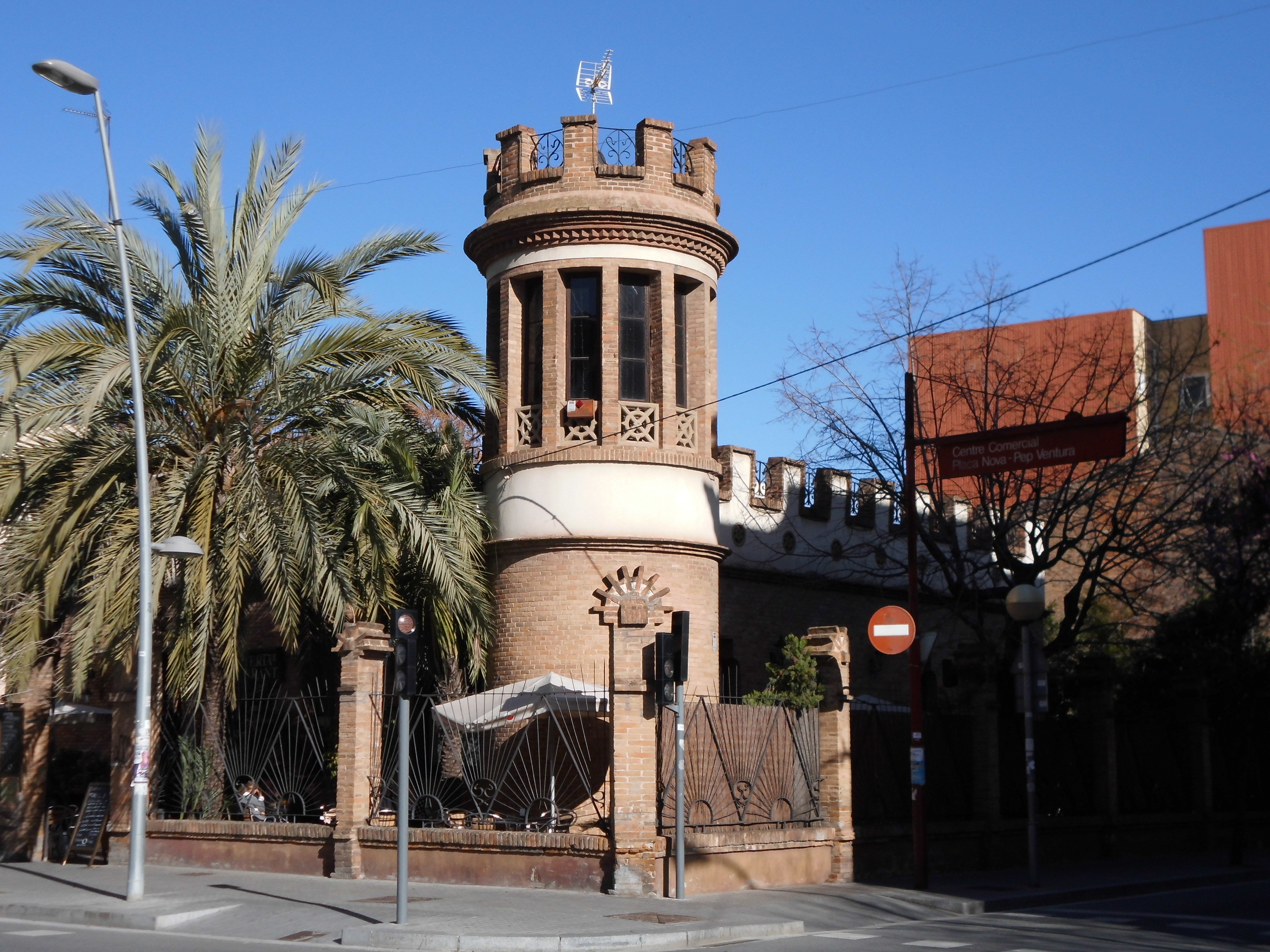
Casa Agustí